# Argentino de Quilmes
Az Argentino de Quilmes egy argentin labdarúgócsapat Quilmes városában. A egyesületet 1899. december 1-jén alapították. A klub jelenleg a harmadosztályban szerepel és az Estadio Argentino de Quilmesben játssza hazai mérkőzéseit.
A klub 1912-ben kilépett az argentin labdarúgó-szövetségből és több másik csapattal együtt megalapította az Argentin labdarúgó-föderációt, amely egészen 1914-ig létezett. A föderáció a szövetséggel párhuzamosan szervezett egy labdarúgó-bajnokságot és kupát is.
Kétszer kerültek be a Copa de Competencia La Nación döntőjébe, ám mindkét alkalommal kikaptak. 1908-ban bejutottak a Copa de Competencia Jockey Club döntőjébe, ahol 5–0-ra kikaptak az Alumni csapatától.

## Sikerek
Copa de Competencia Jockey Club
- Döntős (1): 1908

Copa de Competencia La Nación
- Döntős (2): 1913, 1914

## Fordítás
Ez a szócikk részben vagy egészben  az   Argentino de Quilmes című angol Wikipédia-szócikk fordításán alapul.  Az eredeti cikk szerkesztőit annak laptörténete sorolja fel. Ez a jelzés csupán a megfogalmazás eredetét és a szerzői jogokat jelzi, nem szolgál a cikkben szereplő információk forrásmegjelöléseként.